# Segunda Batalha de Copenhague
A Segunda Batalha de Copenhague (16 de agosto a 5 de setembro de 1807) foi um ataque naval da Royal Navy contra a capital dinamarquesa, Copenhague.
O governo britânico decidiu capturar a frota dinamarquesa para evitar que terminasse caindo nas mãos de Napoleão Bonaparte e atacou Copenhague sem declaração de guerra prévia. Naquele momento, o exército dinamarquês, sob o comando do príncipe herdeiro Frederico, defendia as fronteiras do sul contra possíveis ataques franceses, pelo que a defesa de Copenhague se encontrava limitada.
As tropas britânicas do general Wellesley derrotaram às fracas defesas dinamarquesas próximo de Køge, ao sul de Copenhague. Em poucos dias, Copenhague estava cercada por completo.
Os ingleses ofereceram aceitar a rendição dinamarquesa, mas depois das negativas, a frota britânica do Almirante James Gambier bombardeou a cidade desde 2 a 5 de setembro de 1807. No dia 7, o general dinamarquês Peymann rendeu tanto a cidade como a frota (18 navíos, uma fragata, uma barcaça, dois barcos, duas corvetas, 7 bergantins com artilharia, 2 bergantins, uma goleta e 25 canhoneiras) às superiores forças ingleses e de Hanôver, essas sob o comando do general Lord Cathcart. Além disso foram destruídos três navios de 74 canhões que se encontravam nos estaleiros.
Nessa ação mais de 150 civis perderam a vida e 30% dos edifícios da cidade de Copenhague foram destruídos. Em 21 de outubro de 1807, a frota inglesa deixou Copenhague junto a seus barcos aprisionados com destino ao Reino Unido, ainda que a guerra continuasse até 1814, quando foi assinado o Tratado de Kiel.
O navio Neptuno encalhou e foi incendiado na ilha de Hven, e uma tempestade afundou 22 das canhoneiras em Categate. Dos navios que chegaram a Inglaterra, só 4 (Christian VII 80, Dannemark 74, Norge 74 e Princess Carolina 74) puderam ser preparados para entrar em serviço.